# Ajlan & Brothers
 Ajlan & Bros. est une entreprise saoudienne. C'est une des premières sociétés internationales dans la confection des habits classiques pour homme en Arabie saoudite et dans le golfe Persique ainsi que dans le domaine du prêt-à-porter et habits d’hiver. Fondée à Riyad en 1979, elle emploie actuellement plus de 9000 employés dans plus de 10 pays. Son siège social est à Riyad.
Ajlan & Bros. est renommée pour son commerce des coiffes de tête pour homme comme le yashmagh et la ghutra ainsi que le prêt-à-porter. Elle est considérée comme l’une des sociétés qui ont vécu et accompagné la prospérité et la croissance du royaume d’Arabie saoudite dans l’univers de la mode masculine. Ses yashmaghs et shutras sont devenus spécialités de la maison - qui abrite déjà plusieurs noms de marque dans ce secteur. 
Ajlan & Bros. détient de vastes investissements immobiliers en Arabie saoudite, en Europe, en Asie, aux États-Unis et en Chine, outre des investissements aux biens fonciers privés en Europe, Asie, Moyen-Orient (Bahrein, Émirats arabes unis, Qatar, Inde, Chine et Corée) sous forme de fonds de biens immobilier ou d’investissements directs. Elle détient en plus des investissements en actions boursières dans 25 pays.

## Histoire de la société
Ajlan & Bros. a été fondée en 1979 et devenue partenariat en 1994, pour enfin se convertir en une société actionnaire fermée en 2005. La société fabrique actuellement la plupart de ses produits dans ses propres usines et ensuite les vend aux commerces de détail en Arabie saoudite, ÉAU, Bahreïn, Qatar et Koweït. Elle possède un réseau de vente dans la plupart des pays du Golfe, en plus de distributeurs et agents au Yémen, Syrie, Jordanie, Libye et Égypte.

## Filiales
Ajlan & Bros. possède des filiales en Chine à savoir : 
- Ajlan & Brothers holding Co.
- Suzhou Deylon Textiles Co., Ltd.
- Xinjiang Alzeeh Textile Co., Ltd.
- Shandong Lawrance Textiles Co., Ltd.
- Suzhou Fourcan Packing Co., Ltd.

Ajlan & Bros. possède des entreprises immobilières actives dans les marchés d’Arabie saoudite, de Chine, des États-Unis et d'Europe.

## Succursales
Ajlan & Bros. a lancé un plan pour créer une chaine de succursales et dépôts en Arabie saoudite et dans les pays du Golfe. Le nombre des succursales a atteint 45 succursales et 200 points de vente en gros en Arabie saoudite et les pays du Golfe.

## Produits
- yashmaghs
- ghutras
- thobes (robe traditionnelle masculine)
- sous-vêtements

Ajlan & Bros. possède une gamme de marques commerciales en Arabie saoudite notamment :
- Ferrari (yashmagh & ghuttra)
- Maserati (yashmagh & ghuttra)
- Aston Martin (yashmagh & ghuttra)
- Bogati (yashmagh & ghuttra)
- Lamborghini (yashmagh & ghuttra)
- Kenzo (yashmagh & ghuttra)
- Roberto Cavalli (yashmagh & ghuttra)
- Missoni (yashmagh & ghuttra)
- Iceberg (yashmagh & ghuttra)
- Versace (yashmagh & ghuttra)
- Roche Bobois (yashmagh & ghuttra)
- Alsami (yashmagh & ghuttra)[4]
- Progeh (yashmagh, ghuttra & sous-vêtements)
- Botchiny (yashmagh & ghuttra)
- Renaih (yashmagh & ghuttra)
- Biyajeh (yashmagh & ghuttra)
- Abdulatif Alattar (ghuttra)
- Pioneer (sous-vêtements)
- Progeh (sous-vêtements)
- Drosh (robes & sous-vêtements)[5]
- Drosh V (sous-vêtements)
- Rocheir (sous-vêtements)
- AlSami (sous-vêtements)

## Trophées
- Ajlan & Bros. est la première société en Arabie saoudite, spécialisée dans la production de Yashmagh, Ghuttra et prêt-à-porter, à obtenir le certificat ISO 9001 :2000 pour la mise en œuvre des normes de qualité.

- La société a reçu le British Allergy Certificate pour ses vêtements Drosh 100% naturels, qui ne provoquent pas d’allergie chez les consommateurs grâce à ses matériaux et procédés de fabrication anallergiques.

- La Société obtenu le certificat de qualité de l’Organisation Saoudienne des Normes (SASO) pour les produits Ajlan & Bros. - conformément aux normes nationales et internationales. Elle a aussi obtenu le Certificat Suisse de l'Environnement, un trophée d’excellence témoignant que ses produits, en plus de leur haute qualité, sont favorables à l’environnement et ce certificat a été décernée à Ajlan & Bros. après avoir effectué plusieurs tests et examens sur les matières utilisées qui ont confirmé leur convenance pour la peau infantile, considérée sensible par rapport à la peau adulte[1].

- Le Certificat Öko-Tex Standard 100 [6] concerne les sociétés de teinture et authentifie que les activités de la société ne représentent aucun danger pour l’environnement et que la main d’œuvre et les matières premières utilisées sont importées de Oeko-Tex, qui détient le Certificat des Normes 100 confirmant ainsi que la société met en œuvre toutes les procédures de sécurité et de protection.

- Le Certificat Rab International est émis par un organisme international non lucratif selon les normes internationale, environnementale et sécuritaire du travail. Il qualifie les produits conformes aux normes pour accéder à tous les marchés internationaux étant considéré comme «un laisser-passer international auprès les pays occidentaux» - à savoir que tous les clients en Amérique et en Europe préfèrent les producteurs qui détiennent déjà ce Certificat.

## Technologie
Parmi les atouts de la Société, la mise en place d'infrastructure informatique et technologique de transfert de données cette introduction de logiciels facilite l’administration mais permet également de livrer les informations avec assez de rapidité à tous les niveaux. Citons parmi ces logiciels:
- Financial Oracle[7].
- Back Office pour traiter les comptes des clients et ventes et qui est lié au LAN pour transférer les données relatives aux transactions de la clientèle au logiciel pour consolider les données sociales.
- RMS traitant les données de ventes, clientèle et succursales.
- La société a mis à jour son site web suivant les dernières normes technologiques.
- En complément d’autres logiciels comme le Right Fax, SCOM et SMS qui assurent l’harmonisation des données et la procédure administrative visant à tenir tout le personnel au courant des affaires qui les concernent.

## Administration
- Sheikh Ajaln bin Abdul Aziz Al Ajlan, Président (1979 – Jusqu'à présent)[8]
- Sheikh Saad bin Abdul Aziz Al Ajlan, Vice Président (1980 – décédé)
- Sheikh Mohammad bin Abdul Aziz Al Ajlan, Vice Président(1981 – Jusqu'à présent)
- Sheikh Fahad bin Abdul Aziz Al Ajlan, Vice Dirécteur Général (1990 – Jusqu'à présent)

## Rapports de presse
- Ajlan & Bros. a été honoré pour son rôle dans la protection des droits de la propriété intellectuelle[9].
- La famille de Ajlan & Bros. a occupé la 21e place sur la liste des familles Arabes les plus riches pour 2014 selon le rapport publié par le magazine Forbes ME[10].
- Ajlan & Bros. a occupé 25e place sur la liste des 30 Saoudiens les plus riches pour 2014 selon un rapport publié par le magazine Arabian Business[11].
- Sheikh Ajlan, Sheikh Mohammad et Sheikh Fahad ont été nommés parmi les plus riches hommes d’affaires dans le Golfe en occupant la 18e place selon un rapport publié par le magazine Arabian Business[12].